# Give That Wolf a Banana
Give That Wolf a Banana (englisch für Gib diesem Wolf eine Banane) ist ein englischsprachiges Lied des norwegischen Duos Subwoolfer. Da das Duo mit dem Lied den Melodi Grand Prix 2022 gewinnen konnte, vertrat es Norwegen mit Give That Wolf a Banana beim Eurovision Song Contest 2022 in Turin.

## Hintergrund
Das Lied entstand in einem Songwriting-Camp für den Melodi Grand Prix 2022, den norwegischen Vorentscheid für den Eurovision Song Contest. Das Lied wurde von Ben Adams, Gaute Ormåsen und Carl-Henrik Wahl geschrieben. Nachdem kein Interpret für das Lied gefunden werden konnte, gründeten Adams und Ormåsen das zunächst anonyme Duo Subwoolfer.
Give That Wolf a Banana wurde am 10. Januar 2022 im Rahmen der Bekanntgabe der teilnehmenden Acts und Lieder am Melodi Grand Prix 2022 veröffentlicht. Das vor der Präsentation nicht in Erscheinung getretene Duo Subwoolfer hatte dabei seinen ersten öffentlichen Auftritt. Subwoolfer war beim Vorentscheid gemeinsam mit vier weiteren Beiträgen direkt für das Finale qualifiziert. Zunächst hätten Subwoolfer das Lied außer Konkurrenz im dritten Halbfinale aufführen sollen, aufgrund einer SARS-CoV-2-Infektion verschob sich die erste Aufführung des Liedes auf das vierte Halbfinale am 5. Februar 2022. Im Finale am 19. Februar 2022 qualifizierte sich das bei den Buchmachern favorisierte Duo mit dem Lied für die Runde der beiden Beiträge mit den meisten Stimmen. Dieses Duell konnte Subwoolfer schließlich gegen die Band NorthKid und deren Beitrag Someone mit 368.106 zu 312.223 Stimmen gewinnen. Durch den Sieg beim Melodi Grand Prix 2022 erhielt Subwoolfer das Recht, Norwegen mit Give That Wolf a Banana beim Eurovision Song Contest 2022 zu vertreten.
Die beiden Subwoolfer-Mitglieder Jim und Keith sowie der gemeinsam mit Subwoolfer auftretende DJ Astronaut wurden bis zum Melodi Grand Prix 2023 anonym gehalten. Diese drei Pseudonyme wurden auch als Songwriter und Produzenten des Liedes hinterlegt. Mit Give That Wolf a Romantic Banana (deutsch Gib diesem Wolf eine romantische Banane) veröffentlichte das Duo im Februar 2022 zudem eine Balladenversion.
Bei seinem Auftritt im Finale des Melodi Grand Prix 2023 im Februar 2023, bei dem Subwoolfer ein Mashup der Lieder Give That Wolf a Banana und Worst Kept Secret aufführte, gab das Duo schließlich seine Identität bekannt.

## Inhalt
Das Lied enthält die Textzeilen „And before that wolf eats my grandma / Give that wolf a banana“ (deutsch Und bevor dieser Wolf meine Großmutter frisst / Gib diesem Wolf eine Banane). Dabei handelt es sich um eine Anspielung auf das Märchen Rotkäppchen der Gebrüder Grimm. In diesem Märchen frisst ein Wolf die Großmutter von Rotkäppchen auf. Der Liedtext von Give That Wolf a Banana wird meist als Spaß und Unsinn interpretiert. Subwoolfer äußerte über den Text, dass dieser „viel zu tief und vielschichtig“ sei, um auf eine Bedeutung heruntergebrochen werden zu können.

## Musikvideo
Das Musikvideo zum Lied wurde bei der Präsentation des Lieds und des Duos veröffentlicht. Im Musikvideo soll das Leben des Duos in der Galaxie gezeigt werden und das Duo tanzt seinen The Yum Yum genannten Tanz.

## Beim Eurovision Song Contest

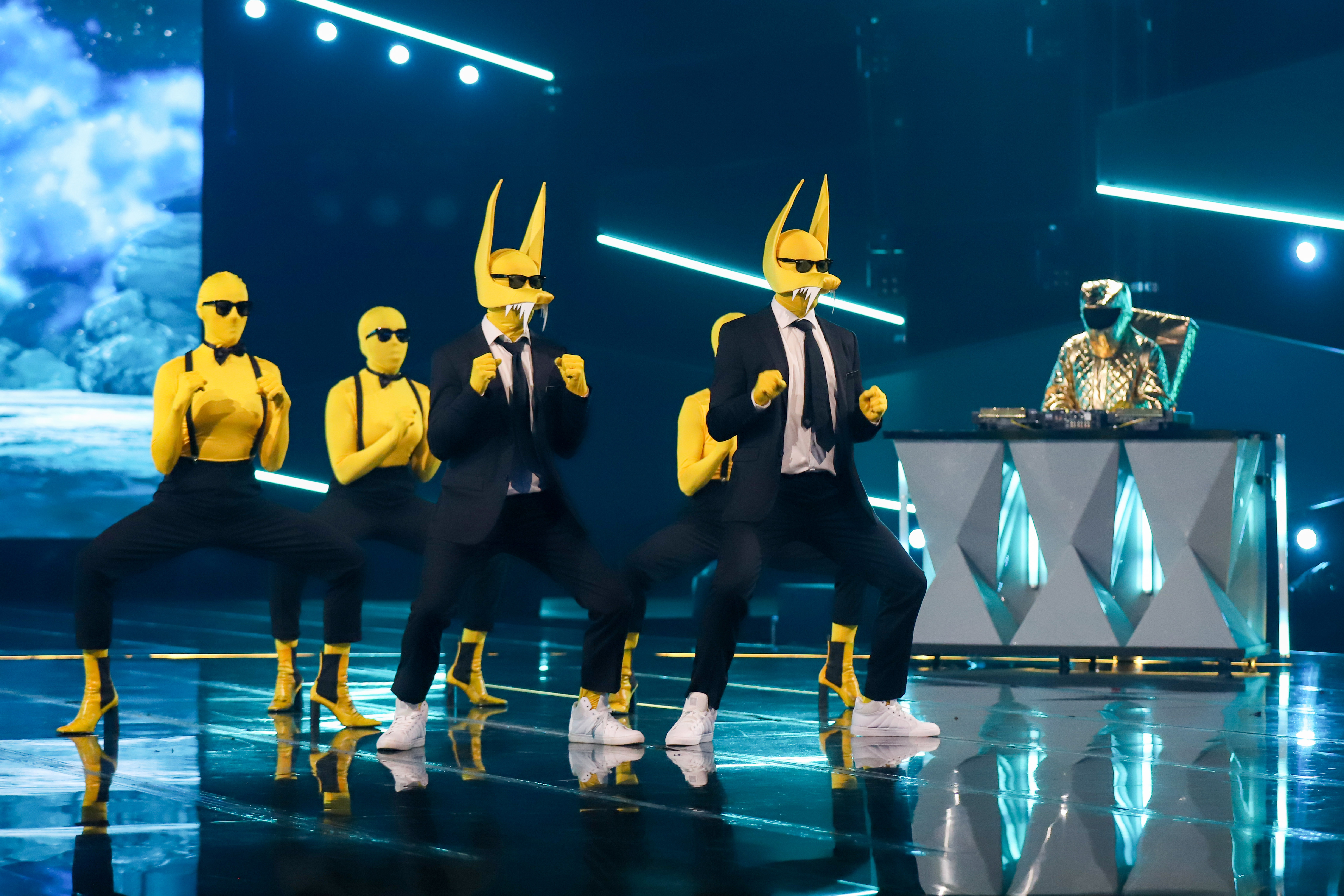
Subwoolfer beim Auftritt beim Melodi Grand Prix

Norwegen wurde ein Platz in der zweiten Hälfte des ersten Halbfinales des Eurovision Song Contests 2022 zugelost. Dieses fand am 10. Mai 2022 statt. Am 29. März 2022 wurde bekanntgegeben, dass Norwegen im ersten Halbfinale die Startnummer 16 zugeteilt wurde. Im Halbfinale konnte sich Subwoolfer für das Finale qualifizieren. Nach dem Halbfinale wurde der norwegische Beitrag per Los in die erste Hälfte des Finales zugeteilt, wo ihnen der siebte Startplatz zugewiesen wurde. Im Finale konnte das Duo mit 182 Punkten den zehnten Platz erreichen. 146 der Punkte stammten dabei von den Stimmen des Publikums und 36 Punkte von der Jury.

## Rezeption
In den norwegischen Medien erhielt das Lied gemischte Kritiken. Bei Dagbladet erhielt Subwoolfer drei von sechs möglichen Punkten, wobei das Lied als „dünn“ bezeichnet wurde. Dieselbe Wertung erhielt das Lied bei der Verdens Gang. Dort wurde ein „TikTok-Potenzial“ des Refrains festgestellt und das Lied als „unterdurchschnittlich festltauglich“ bezeichnet. Bei der Online-Zeitung Nettavisen wurde ein Vergleich zum Hitsong The Fox des Comedy-Duos Ylvis gezogen, wobei in der Kritik das Ylvis-Lied als das bessere herausgestellt wurde. Das Lied sei dieser Rezension zufolge in Ordnung, aber „vielleicht nicht ganz so lustig“ wie das Lied von Ylvis.

## Kommerzieller Erfolg
| ChartsChartplatzierungen     | Höchstplatzierung | Wochen |
| ---------------------------- | ----------------- | ------ |
| Norwegen (IFPI)              | 4 (11 Wo.)        | 11     |
| Österreich (Ö3)              | 67 (1 Wo.)        | 1      |
| Schweden (GLF)               | 13 (3 Wo.)        | 3      |
| Vereinigtes Königreich (OCC) | 47 (2 Wo.)        | 2      |